# Basile Argyre
Pour les articles homonymes, voir Argyre.
Basile Argyre ou Argyros (vers 970 - après 1025) est un militaire byzantin qui agit sous le règne de Basile II dont il est un cousin germain en tant que frère de Romain III Argyre.
Selon le Synopsis Historion de Jean Skylitzès, Basile Argyre est le stratège de Samos avant d'être envoyé en Italie combattre la rébellion de Mélès en 1010-1011 qui proteste contre la faiblesse des garnisons incapables de protéger la population contre les raids arabes. Toutefois, il est possible que Skylitzès le confonde alors avec Basile Mésardonitès alors catépan d'Italie. Néanmoins, il est aussi possible que Basile Argyre ait été le commandant de la flotte envoyée en soutien de Basile Mésardonitès. Basile Argyre est rappelé d'Italie en 1017. Les historiens modernes comme Guilou ou Vannier considèrent que Basile Argyre et Basile Mésardonitès sont les mêmes personnes mais Alexander Kazhdan défend la thèse inverse.
La suite de sa carrière est alors inconnue. Toutefois, grâce à un sceau retrouvé à Preslav en Bulgarie, il est possible de supposer que Basile a été stratège de Thrace entre 1017 et 1021. C'est ensuite qu'il apparaît comme le premier dirigeant du thème du Vaspourakan, un royaume arménien cédé par son roi Jean Sénérékim à Basile II vers 1021-1022. Basile est toutefois congédié du fait de son incompétence en 1023 et remplacé par Nicéphore Comnène. 
Basile et sa famille ont joué un rôle certain dans les relations entre les Byzantins et les royaumes situés à la frontière orientale de l'Empire. Ainsi, le mariage de la fille de Basile, Hélène, au roi géorgien Bagrat IV fait partie du traité de paix négocié en 1032 par la mère de Bagrat et fille de l'ancien roi du Vaspourakan Jean Sénérékim. Skylitzès mentionne aussi l'existence du fils de Basile devenu archonte dans le thème des Anatoliques au milieu du XIe siècle. Enfin, Basile Argyre aurait eu une autre fille qui se marie au général Constantin Diogène avec qui elle a un fils qui devient plus tard l'empereur Romain IV Diogène.

## Sources
- Jean-Claude Cheynet et J.F. Vannier, « Les Argyroi », Zbornik Radova Vizantološkog Instituta, vol. 40,‎ 2003, p. 57-90 (lire en ligne).
- (en) Catherine Holmes, Basil II and the Governance of Empire (976-1025), Oxford University Press, 2005, 625 p. (ISBN 978-0-19-153550-5)
- (en) Alexander Kazhdan, « Some Notes on the Byzantine Prosopography of the Ninth through the Twelfth Centuries », Byzantinische Forschungen, no 12,‎ 1987, p. 63–76.